# فریزر کلارک
فریزر کلارک (انگلیسی: Frazer Clarke؛ زادهٔ ۷ اوت ۱۹۹۱) بوکسور اهل British است.